# Joe Metheny
Joseph Roy Metheny (Baltimore, Maryland; 2 de marzo de 1955 - Cumberland, Maryland; 5 de agosto de 2017) más conocido como Joe Metheny, fue un asesino en serie estadounidense acusado de matar a 13 personas. Sin embargo, solo se encontraron pruebas suficientes para condenarlo por dos asesinatos. Sus víctimas estaban muy involucradas con el alcohol y las drogas duras adictivas, al igual que el propio Metheny, y los asesinatos también involucraron brutales agresiones sexuales.

## Biografía
Joseph Roy Metheny nació el 2 de marzo de 1955 en Baltimore, Maryland, Estados Unidos. Los abogados de Metheny dijeron que había sido descuidado cuando era niño, que su padre, Audra Earl Metheny, era un alcohólico que murió en un accidente automovilístico cuando Metheny tenía seis años y que su madre había descuidado a sus seis hijos mientras trabajaba en turnos dobles fuera de la casa.
Metheny dijo que sus padres a menudo lo enviaban a vivir con otras familias en arreglos "similares a los de un hogar de crianza". Metheny afirmó falsamente que su madre estaba muerta. Su madre dijo que eran algo pobres y que tenía que trabajar duro como camarera y conductora de camiones de comida, pero les había dado a sus hijos una vida familiar normal, y los niños nunca habían pasado hambre ni habían sido ingresados en hogares de otras familias como Metheny había afirmado. Ella dijo que Metheny era un estudiante por encima de la media, siempre educado y no mezquino cuando era niño. Ella dijo que "él era inteligente y tuvo una buena infancia. Si lo descuidaron, fue su culpa. Era una casa bastante buena". 
Metheny se unió al ejército de los Estados Unidos cuando cumplió 18 años en 1973. Su madre dijo que había servido en Alemania, aunque afirmó que había cumplido una gira en Vietnam y se había vuelto adicto a la heroína mientras estaba en una unidad de artillería allí. Su madre dijo que no tenía ningún recuerdo de él sirviendo en Vietnam, y las circunstancias de su servicio fueron reportadas como no verificadas en informes de prensa. La participación estadounidense en Vietnam había terminado en ese momento. Metheny rara vez se comunicaba con su madre después de que se unió al ejército. Ella dijo: "Él seguía alejándose cada vez más. Creo que lo peor que le ha pasado fueron las drogas. Es una historia triste, triste".

## Asesinatos
Irónicamente, Metheny era conocido como "Tiny" (diminuto) en la década de 1990, porque media 1.85 metros de alto y era un hombre de contextura física muy grande y tenía sobrepeso. Había estado pasando tiempo en bares, viviendo con bandas de hombres sin hogar en campamentos improvisados en el sur de Baltimore y gastando casi todo su dinero en crack, heroína y licor. Sin embargo, mantuvo un trabajo estable como conductor de montacargas y fue descrito universalmente como inteligente, bien hablado y muy educado. Metheny asesinó a Cathy Ann Magaziner en 1994, una mujer de 39 años que había sido condenada por prostitución, y enterró su cuerpo en una fosa poco profunda en el lugar de la fábrica donde trabajaba. El cuerpo permaneció allí durante más de dos años. Más tarde dijo que la había estrangulado y que desenterró su esqueleto seis meses después, metió su cabeza en una caja y la tiró a la basura. Metheny fue juzgado por asesinato en un caso diferente en 1995 por presuntamente matar a Randall Brewer y Randy Piker con un hacha en un campamento de "ciudad de tiendas" para personas sin hogar debajo del puente de la calle Hanover de Baltimore. Hubo disputas que involucraron a grupos rivales de vagabundos, y Larry Amos robó el arma homicida y la utilizó para matar a Everett Dowell, otro vagabundo. Los cuerpos fueron descubiertos el 2 de agosto de 1995, el mismo día en que Dowell fue asesinado. Ambos fueron arrestados y acusados de asesinato en primer grado y se declararon culpables del cargo menor de homicidio; fue puesto en libertad tras cumplir un año y nueve meses de una condena de ocho años. Un jurado concluyó en julio de 1996 que no había pruebas suficientes para condenar a Metheny por el asesinato de Brewer y Piker, pero luego dijo que era culpable de esos asesinatos.
Metheny mató a Kathy Spicer a mediados de noviembre de 1996 apuñalándola con un cuchillo. Secuestró a Rita Kemper el 8 de diciembre de 1996 e intentó violarla. Según los fiscales, compartió drogas con Kemper en el remolque donde vivía en el sitio de la fábrica de paletas. Ella se negó a tener relaciones sexuales con él y salió corriendo del remolque, por lo que él la persiguió, la golpeó, la arrastró de regreso al remolque y luego le bajó los pantalones e intentó violarla. Kemper dijo que había intentado asesinarla, diciendo: "Te voy a matar y a enterrarte en el bosque con las otras chicas". Ella escapó por una ventana del remolque y huyó hasta llegar a los oficiales de policía del área. Luego, Metheny le pidió a un amigo que lo ayudara a enterrar el cuerpo de Spicer que había estado escondiendo en el sitio de la fábrica desde que la mató un mes antes. La amiga denunció a la policía el 15 de diciembre de 1996, y Metheny fue detenido y acusado de su asesinato ese mismo día. El dueño del negocio fue detenido con Metheny cuando salían de una fiesta de Navidad y fue acusado como cómplice después del hecho por presuntamente disponer de pruebas. Metheny comenzó a confesar otros asesinatos, así como el de Spicer. Condujo a la policía a la tumba poco profunda donde había vuelto a enterrar los restos decapitados de Magaziner. Gran parte del cráneo faltaba, pero la policía pudo identificar a Magaziner a partir de los registros dentales. La policía dijo que había elegido a jóvenes trabajadoras sexuales blancas que eran adictas a la heroína y la cocaína. Los asesinatos también involucraron brutales agresiones sexuales. Fue acusado de matar a Toni Lynn Ingrassia, de 28 años, pero esos cargos fueron retirados más tarde por falta de pruebas. Afirmó haber matado también a otras tres prostitutas a lo largo de Washington Boulevard en Baltimore, aunque no había pruebas de la mayoría de esos delitos aparte de su confesión. Dijo que había arrojado cadáveres al río Patapsco y que nunca fueron encontrados. El periódico Baltimore Sun informó en 1997 que no estaba claro cuán veraces eran sus afirmaciones sobre la cantidad de personas que había matado, aunque dijo que había matado hasta 10 personas. Su abogado dijo que estaba arrepentido y que las drogas y el alcohol habían cambiado su personalidad y lo habían vuelto violento.

## Fallecimiento
Joe Metheny fue encontrado muerto en su celda de la prisión en la Institución Correccional Occidental en Cumberland, Maryland, alrededor de las 15:00 del sábado 5 de agosto de 2017, a la edad de 62 años.La causa de su muerte fue por una sobredosis de drogas.